# Conrad Kindermann

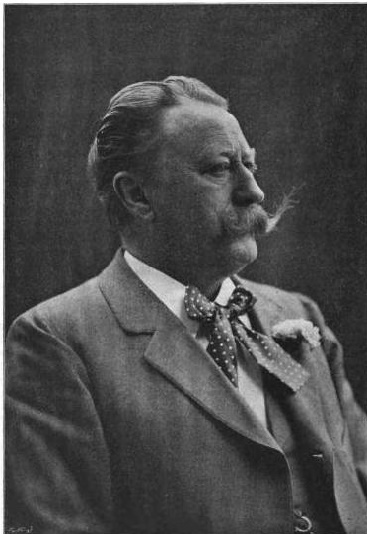
Conrad Kindermann (1902)

Conrad Heinrich Kindermann (* 27. März 1842 in Lübeck; † 22. Mai 1926 in Hamburg) war ein deutscher Fotograf.

## Leben
Conrad war ein Sohn von Johann Christian Kindermann und seiner Frau Catharina Dorothea, geb. Beuck; er war der sehr viel jüngere Bruder des Malers und Photographen Adolph Diedrich Kindermann. Im Alter von 13 Jahren begann er eine Tuchhandelslehre in Riga, wo er sechs Jahre blieb. Conrad Kindermann war Photograph und betrieb zunächst ein Atelier in Lübeck. Anschließend ging er nach Hamburg. Er war ein frühes Mitglied im „Deutschen Photographen-Verein“ und seit 1882 Vorstandsmitglied sowie Mitglied der „Photographischen Gesellschaft“ in Wien. Am 16. Juni 1888 beging Conrad Kindermann sein 25-jähriges Atelierjubiläum und feierte am 16. Juni 1913 sein 50-jähriges Jubiläum. Kindermann war in der Loge Fernande Carolina aktiv und zeitweise Kanzler der Gesellschaft Schlaraffia-Hammonia.
Conrad Kindermann war verheiratet mit Marie Munck (1847–1906).

## Fotografische Ateliers

### C. Kindermann
1861 eröffnete Conrad Kindermann im Alter von 19 Jahren in Lübeck in der Breiten Straße 788 ein fotografisches Atelier unter dem Namen C. Kindermann, das ihm von seinem älteren Bruder Carl finanziert worden war, der daher die Kassen- und Buchführung übernahm. Im November 1868 präsentierte Conrad Kindermann auf der „Dritten deutschen Ausstellung für photographische Arbeiten“ in Hamburg erfolgreich Aufnahmen seines Ateliers. Für seine Photographien, die mit Kollodium-Platten hergestellt worden waren, erhielt eine Bronzemedaille. Im Juli 1869 beteiligte er sich an einer Ausstellung im niederländischen Groningen. Die Darstellung seiner Porträts wurden mit einer Silbermedaille ausgezeichnet.

### Benque & Kindermann
Am 1. Mai 1870 eröffnete Conrad Kindermann mit Franz Benque in Hamburg im Garten des Rothschen Hauses in der Straße Große Bleichen 30 das Atelier Benque & Kindermann. Ein dreiviertel Jahr zuvor, im September 1869, hatte Franz Benque seinen Vater Christian Benque, den Direktor der Lübecker Taubstummenanstalt, einen Vertrag mit Kindermann über ein gemeinsam zu eröffnendes, photographisches Atelier aushandeln lassen. Der aus Mecklenburg stammenden Fotografen Franz Benque war Partner von Benque & Sebastianutti in Triest. Er hatte wie Kindermann auf den Ausstellungen in Hamburg und Groningen Photographien präsentiert. Auf einer dieser Ausstellungen kann es zu einer Begegnung zwischen beiden Photographen gekommen sein. Dabei können sie sich über eine zukünftige Zusammenarbeit verständigt haben.
Aus unbekannten Gründen löste Franz Benque schon nach kurzer Zeit die Partnerschaft und wanderte mit seiner Familie nach Brasilien aus. Kindermann behielt den Namen des Ateliers bei, das sich bald großer Nachfrage erfreute. 1873 waren im Atelier 9 Mitarbeiter angestellt. Das Atelier führte das Prädikat Hofphotographen, das von Friedrich Ferdinand (Schleswig-Holstein-Sonderburg-Glücksburg) verliehen worden war.
1881 übernahm Benque & Kindermann die Vertretung für die Gelatine-Fotoplatten der belgischen Firma von Désiré van Monckhoven. Der Verkauf dieser Platten trug zum geschäftlichen Erfolg bei. Kindermann bereiste dafür große Teile Deutschlands.
Im November 1887 wurde ein neues Atelier im Haus Esplanade 2 bezogen, das Kindermann erworben hatte und umbauen ließ. Den Eingang schmückten Bilder seines Bruders und Malers Adolph Kindermann, in der ersten Etage waren das Empfangszimmer, das Büro und ein „Damenzimmer“. Lieferant des Mobiliars und Teilen der Innenausstattung war das angesehene Geschäft von Ludovicus Piglhein. In der zweiten Etage waren die Dunkelkammer und weitere Arbeitsräume untergebracht. Darüber war das helle und geräumige Atelier. Deren Wände waren von Adolph Kindermann dekorativ gestaltet worden.
Auf der Gewerbeausstellung 1889 in Hamburg präsentierte Kindermann in einer separaten Ausstellung Aufnahmen der 18 Vertreter des Hamburger Senates.
Conrad Kindermann saß gemeinesam mit Hermann Wilhelm Vogel, dem Direktor der Kunsthalle Alfred Lichtwark, dem Maler Ascan Lutteroth und dem preußischen Gesandten Freiherr von Thielmann im Oktober 1893 im Preisgericht der „Internationale Ausstellung von Amateur-Photographien in der Kunsthalle zu Hamburg“.
Ende Juni 1920 wurde Benque & Kindermann eine offene Handelsgesellschaft und Conrad Emil Julius Kindermann Gesellschafter.

#### Mitarbeiter
Im 1896 eröffneten Heinrich Burchart und W. Behnken das fotografisches Atelier „Ignatz Julius Nachfolger“. Sie waren einige Jahre bei Benque & Kindermann beschäftigt gewesen.
Vermutlich in den Jahren von 1898 bis 1900 war der aus dem Großherzogtum Baden stammende Fotograf Hermann Widensohler (1868–1926) Geschäftsführer von Benque & Kindermann gewesen. 1898 hatte er Aufnahmen von 24 Hamburger Senatoren angefertigt.
Am 1. Mai 1915 feierte die Empfangsdame Hanna Blank ihr 25-jähriges Firmenjubiläum. Im April 1914 hatte bereits der Retouscheur Wilhelm Weinreich sein 25-jähriges Jubiläum gefeiert. Er war bis zu seinem Tode im Jahr 1934 Mitarbeiter bei Benque & Kindermann.
Ab Mitte der 1900er Jahre führte sein Sohn Conrad Kindermann jun. das Atelier, das auch Photographische Artikel verkaufte, weiter.

### Filiale in Düsseldorf
1893 war eine Filiale in Düsseldorf in der Elberfelder Str. 4 eröffnet worden. Von Beginn an war Johann(es) Goßmann dort tätig. Ab 1899 war er Inhaber von „Benque & Kindermann Nachf.“.

## Werke
- Ch. Kindermann[34]: Sonst und Jetzt. In: Paul E. Liesegang: Photographisches Archiv, ZDB-ID 527425-4, 28. Bd., 1887, S. 163–166, Thematik ist das Gelatine-Emulsionsverfahren.

## Auszeichnungen
- Bronzemedaille für „Portraits auf Collodionpapier“ (Erste Gruppe) auf der Hamburger Ausstellung [für Photographie] im November 1868.[35]
- Silbermedaille für „Portraits“ auf der Ausstellung für Photographie, Naturselbst- und Farbdruck in Groningen/NL 1869.[36][37]
- Zweite Preis, Diplom mit Prädikat „für verdienstvolle Arbeiten“, Hamburg 1871[38]
- Verdienst-Medaille für „Vergrösserungen“ anläßlich der Weltausstellung 1873 in Wien (Abt. Photographie)[39]
- Zweite Preise, Silberne Medaille, Gruppe IV auf der Hamburgischen Industrie-Ausstellung 1876[40]
- Goldene Medaille auf der Ausstellung des Photographen-Vereins in Berlin.[41]
- Silberne Medaille und Ehrenpreis für beste Tagesarbeit auf der Ausstellung der 16. Wanderversammlung des Deutschen Photographen-Vereins in Stuttgart 1887.[42]
- Goldene Medaille (Benque & Kindermann) in Kategorie Photographie der Weltausstellung in Antwerpen im Jahr 1894[43]